# Freneuse-sur-Risle
Freneuse-sur-Risle ist eine französische Gemeinde mit 336 Einwohnern (Stand 1. Januar 2022) im Département Eure in der Region Normandie.

## Geografie
Freneuse-sur-Risle liegt in Nordfrankreich am Ostrand der Landschaft Lieuvin an der Risle, 46 Kilometer südöstlich von Le Havre, etwa 19 Kilometer nordöstlich von Bernay, dem Sitz der Unterpräfektur des Arrondissements, und 4,7 Kilometer südlich von Montfort-sur-Risle auf einer mittleren Höhe von 95 Metern über dem Meeresspiegel. Die Mairie steht auf einer Höhe von 51 Metern. Nachbargemeinden von Freneuse-sur-Risle sind Saint-Pierre-des-Ifs im Nordwesten, Glos-sur-Risle im Norden, Pont-Authou im Osten und Saint-Grégoire-du-Vièvre im Westen. Das Gemeindegebiet hat eine Fläche von 813 Hektar davon sind etwa 120 Hektar bewaldet.
In Freneuse-sur-Risle besteht die Gefahr sich plötzlich im Boden bildender metertiefer Löcher. Die sogenannten Marnières sind alte Mergelgruben, die sich zum Beispiel nach starkem Regen öffnen können, wenn die Schuttfüllung in die Seitengänge geschwemmt wird. Durchschnittlich gibt es im Département Eure etwa 15 unterirdische Hohlräume, besonders Mergelgruben und Versickerungsstrecken pro Quadratkilometer. In Freneuse-sur-Risle gibt es insgesamt 22 unterirdische Hohlräume, zwei davon sind Mergelgruben, ein Hohlraum ist natürlichen Ursprungs.
Die Gemeinde ist einer Klimazone des Typs Cfb (nach Köppen und Geiger) zugeordnet: Warmgemäßigtes Regenklima (C), vollfeucht (f), wärmster Monat unter 22 °C, mindestens vier Monate über 10 °C (b). Es herrscht Seeklima mit gemäßigtem Sommer.

## Geschichte
Der Ortsname entwickelte sich aus dem mittellateinischen Wort Fraxinosa für ‚Ort an dem Eschen wachsen‘. Freneuse wurde 1164 erstmals urkundlich erwähnt, als Frainosa im Kopialbuch des Benediktinerklosters Saint-Pierre de Préaux in Les Préaux.
Herzog Richard I. der Normandie (935–996) schenkte seinem Bruder Raoul d’Ivry († nach 1015) ein Waldgebiet, das damals französisch Vièvre oder mittellateinisch Foresta Guevra (1066) genannt wurde. Im 11. Jahrhundert war Saint-Étienne-l’Allier (4 Kilometer nordwestlich von Saint-Georges-du-Vièvre) der nordwestliche, Authou der südöstliche Eckpunkt. Das Gebiet reichte bis zur Risle. Freneuse-sur-Risle gehörte dazu. Der Sohn Raouls, Jean d’Ivry (1060–1067) war Bischof von Avranches und so gelangten diese Ländereien in den Besitz des Bistums, das auch das Kirchenpatronat innehatte.
Das Bistum vergab Lehen in Freneuse. Seigneur des Lehens Freneuse war 1164 Raoul de Freneuse. 1198 gelangte das Lehen in den Besitz des Königs. Seigneur war zu jener Zeit Jean de Freneuse, ein Sohn von Raoul. Das Lehen Freneuse wurde in ein sogenanntes Demi-fief de Haubert umgewandelt, etwa ‚halbiertes Lehen des Ringelpanzers‘. Diese Form der Unterteilung von Lehen war im Feudalismus nur in der Normandie und der Bretagne üblich. Der Besitzer des Lehens wurde automatisch Ritter, wenn er das Lehen erbte und 21 Jahre alt war, und musste in der ländlichen Armee seines Herrn dienen. Der Ringelpanzer war in diesem Zusammenhang das Symbol des Rittertums. Wenn diese Lehen vererbt wurden, konnten sie in bis zu acht Teile geteilt werden. Der Seigneur eines Halblehens war ein Halbritter, was bedeutete, dass er nur die Hälfte des für Ritter üblichen Dienstes für den König verrichten musste. Um 1202 gelangte das Lehen durch Heirat in den Besitz der Familie La Mare-Gouvis aus Sainte-Opportune-la-Mare. Um 1210 verschenkte der König Philipp II. das Lehen Freneuse an Robert II. d’Harcourt. Sein Enkel Jean I. d’Harcourt (um 1198 bis 1288) lag im Jahr 1250 mit dem Bischof von Avranches im Rechtsstreit bezüglich der Blutgerichtsbarkeit in Freneuse. Der Bischof gewann. Um 1541 gehörte das Lehen Louise de Bourbon-Montpensier (1482–1561), der Herzogin von Montpensier. Es war inzwischen ein Viertellehen der Baronie Saint-Philbert-sur-Risle.
Das Lehen Vieuville im Lieu-dit (‚Ort der genannt wird.‘) Les Coudraies wurde 1596 erstmals urkundlich erwähnt.
Jean-Laurent Le Cerf de La Viéville (1674–1707) war Seigneur von Freneuse beziehungsweise Vieuville und Siegelbewahrer des Parlements der Normandie in Rouen. Er schrieb musikwissenschaftliche Artikel für das Journal de Trévoux.
Im Ancien Régime führten die Pfarrer im Département Eure ein einfaches Leben. Der Pfarrer von Freneuse-sur-Risle war allerdings wohlhabender als der Durchschnitt, als er im Zuge der Französischen Revolution (1789–1799) enteignet wurde.

## Bevölkerungsentwicklung
| Jahr                       | 1962 | 1968 | 1975 | 1982 | 1990 | 1999 | 2010 | 2019 |
| Einwohner                  | 463  | 469  | 406  | 359  | 347  | 340  | 343  | 345  |
| Quellen: Cassini und INSEE |      |      |      |      |      |      |      |      |

1793 erhielt Freneuse-sur-Risle als Freneuse im Zuge der Französischen Revolution den Status einer Gemeinde und 1801 unter dem heutigen Namen durch die Verwaltungsreform unter Napoleon Bonaparte das Recht auf kommunale Selbstverwaltung.
1833 gab es drei Wassermühlen in Freneuse-sur-Risle, 1879 waren es noch zwei. 1985 war noch eine der Wassermühlen erhalten. Sie war vor 1540 gebaut worden. Ab 1877 wurde das Gebäude gebaut, das noch heute die Mairie und eine Einklassenschule beherbergt.

## Kultur und Sehenswürdigkeiten
Das Tal der Risle und das Tal der Croix Blanche, die hier auch Authou genannt wird, sind seit 1993 als Site Classé (‚Naturdenkmal‘) unter Denkmalschutz gestellt.
Das Schloss Freneuse, auch Vieuville oder Sainte-Honorine genannt, wurde 1746 für die Familie Le Cerf über dem Tal der Risle erbaut. Das Schloss war der Sitz des Lehens La Viéville. Später wechselte das Schloss mehrfach den Besitzer. Im 19. Jahrhundert wurde es umgebaut und dabei stark verändert. Es wurde eine zweite Etage hinzugefügt und der Dachboden verlängert. Das Backsteingebäude wurde hell verputzt. 1839 gehörten über vierhundert Hektar Land zum Schlossgelände. Im Zweiten Weltkrieg (1939–1945) wurde das Gebäude beschädigt. Danach wurde der ursprüngliche Charakter des Schlosses bei der Restaurierung zerstört. Die Fassade wurde mit Zement verkleidet.
In Wald La Salle gibt es eine restaurierte Furt über den gleichnamigen Bach. Die Furt wurde 1830 angelegt und ist befahrbar.
Freneuse-sur-Risle gehört zur römisch-katholischen Gemeinschaft Communauté de Montfort, die Teil der Pfarrei Montgeoly des Bistums Évreux ist. Die Kirche ist dem Heiligen Ouen geweiht. Sie wurde als Ecclesia de Fresnosa um 1370 im Urbar des Bistums Évreux erstmals urkundlich erwähnt. Das Kirchenschiff wurde im 15. Jahrhundert erbaut, der Chor ist wahrscheinlich älter, wurde aber im Laufe der Zeit stark verändert. Portalvorbau und Friedhofskreuz stammen aus dem 19. Jahrhundert. Das Altarretabel trägt eine Inschrift mit der Jahreszahl 1694. Das Gemälde wurde um 1630 gemalt. Das Altarretabel wurde 1907 als Monument historique („historisches Denkmal“) klassifiziert. 1994 wurde ein silberner Kelch aus dem 18. Jahrhundert als historisches Denkmal eingestuft.

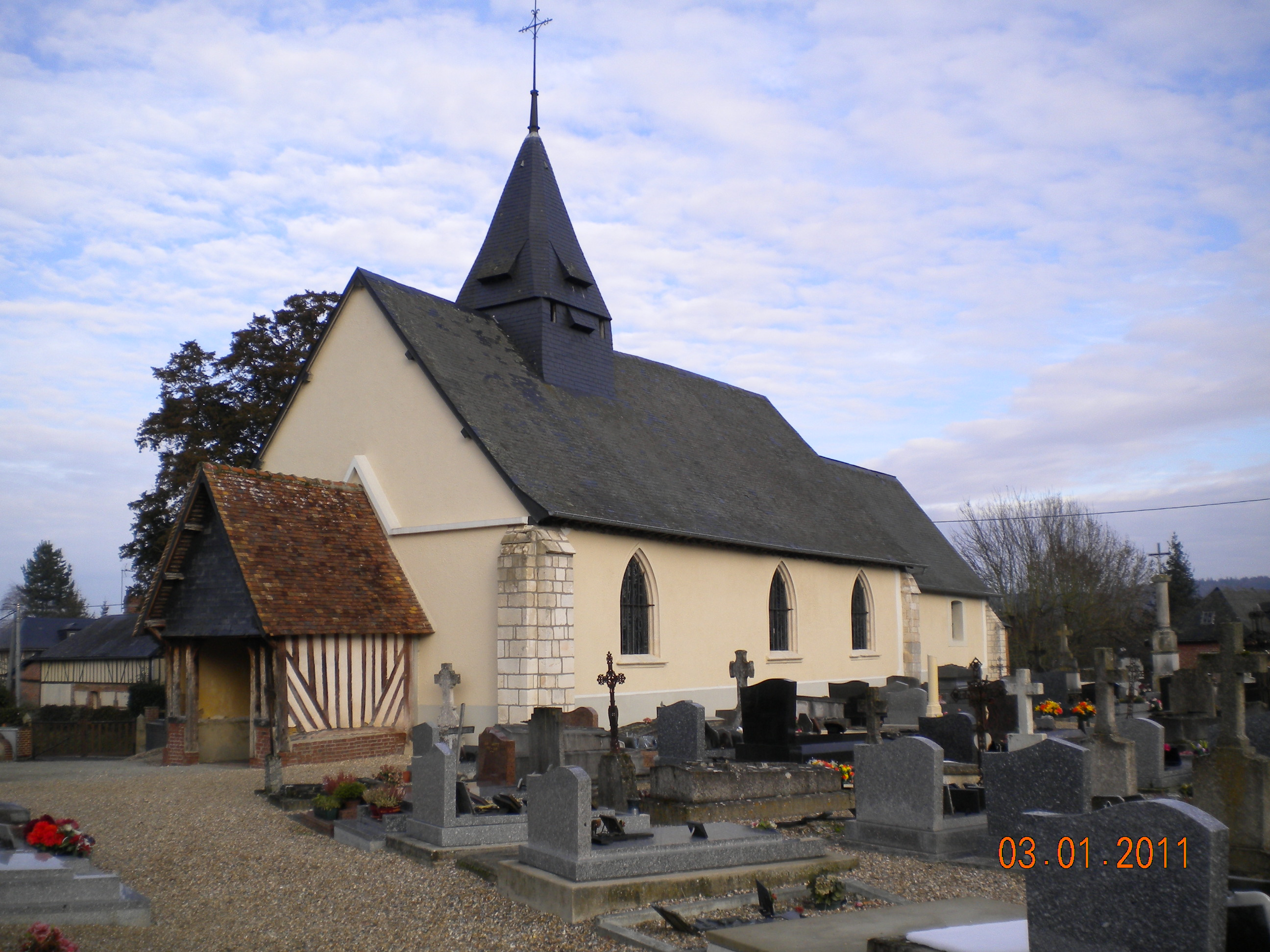
Kirche Saint-Ouen
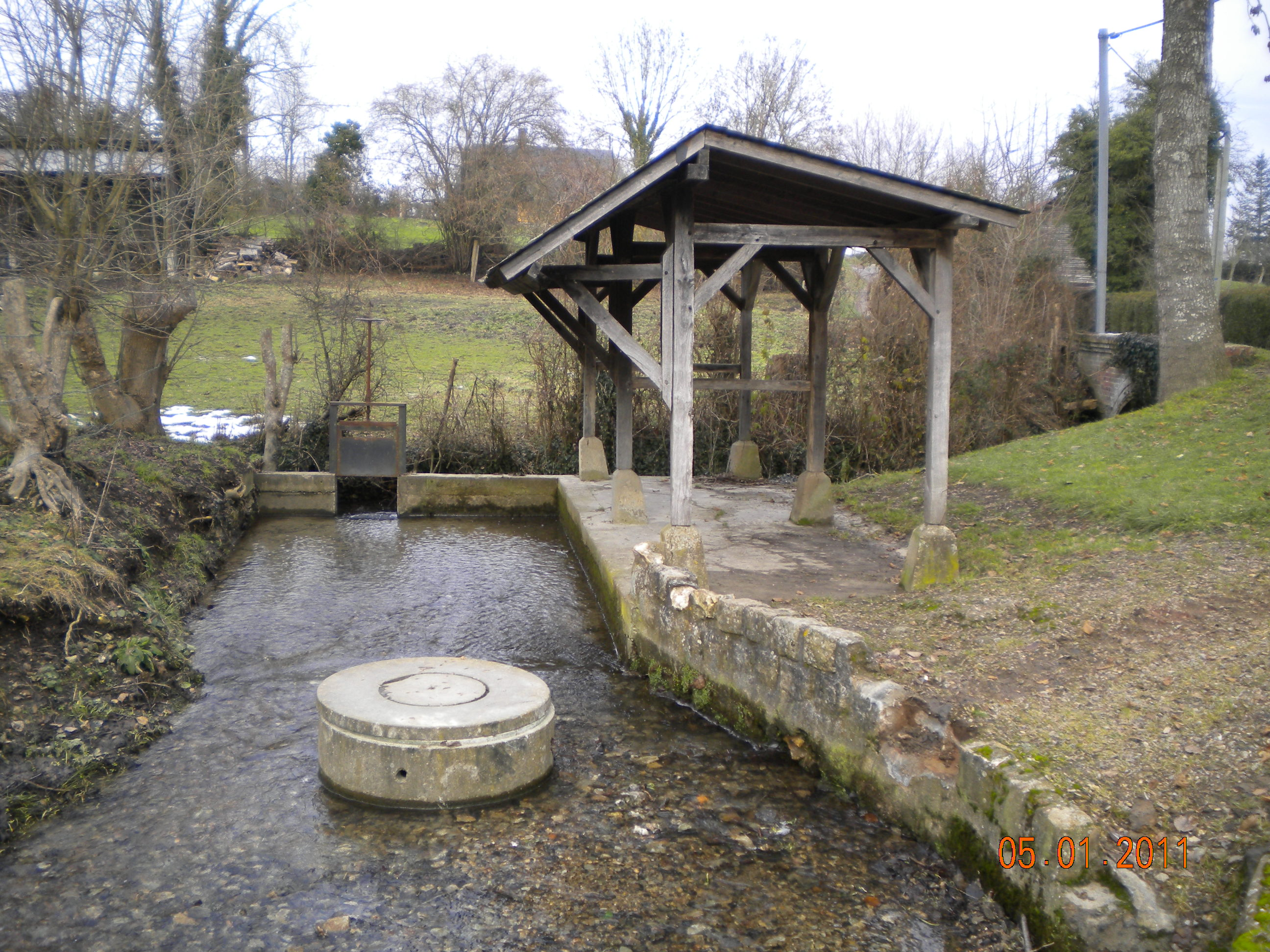
Ehemaliger öffentlicher Waschplatz

## Wirtschaft und Infrastruktur
Im Jahr 2009 waren 6,7 Prozent der Erwerbstätigen in der Gemeinde beschäftigt, die anderen waren Pendler. 8,6 Prozent der Arbeitnehmer waren arbeitslos.
Es gibt eine öffentliche Grundschule in der Gemeinde.
Der nächstgelegene Haltepunkt ist der 2,5 Kilometer entfernte Bahnhof Glos-Monfort in Glos-sur-Risle. Der nächste Flughafen ist der 39,2 Kilometer entfernt liegende Flughafen Deauville in Saint-Gatien-des-Bois.
Auf dem Gemeindegebiet gelten kontrollierte Herkunftsbezeichnungen (AOC) für Calvados, Pommeau de Normandie und Camembert de Normandie sowie geschützte geographische Angaben (IGP) für Schweinefleisch (Porc de Normandie), Geflügel (Volailles de Normandie) und Cidre de Normandie oder normand.

## Persönlichkeiten
- Jean-Laurent Le Cerf de La Viéville (1674–1707), Beamter und Musikwissenschaftler, Seigneur von Vieuville
- David Hallyday (* 1966), Musiker und Autorennfahrer, heiratete hier 1989 seine erste Frau, die Schauspielerin Estelle Lefébure (* 1966)[2]